# 1155
| 1155               |
| ------------------ |
| Dødsfald - Fødsler |
|                    |

| Gregoriansk kalender | 1155 MCLV               |
| Ab urbe condita      | 1908                    |
| Armensk kalender     | 604 ԹՎ ՈԴ               |
| Kinesiske kalender   | 3851 – 3852 甲戌 – 乙亥 |
| Etiopisk kalender    | 1147 – 1148             |
| Jødisk kalender      | 4915 – 4916             |
| Hindukalendere       |                         |
| - Vikram Samvat      | 1210 – 1211             |
| - Shaka Samvat       | 1077 – 1078             |
| - Kali Yuga          | 4256 – 4257             |
| Iransk kalender      | 533 – 534               |
| Islamisk kalender    | 550 – 551               |

Konge i Danmark: Svend 3. Grathe, Knud 5. 1146-1157, Valdemar 1. den Store 1146-1182
Se også 1155 (tal)

## Begivenheder
- Frederik Barbarossa krones til kejser i Peterskirken i Rom, af pave Hadrian IV